# تونجيل كورتيز
تونجيل كورتيز (بالتركية: Tuncel Kurtiz )‏ (و. 1936 – 2013 م) هو منتج أفلام، ومخرج أفلام، وكاتب مسرحي، وكاتب سيناريو، وممثل مسرحي، وممثل أفلام تركي، ولد في بيله جك، توفي في إسطنبول، عن عمر يناهز 77 عاماً، بسبب نوبة قلبية.

## السنوات المبكرة
ولد في سالونيك من أب تركي كان يعمل كبيروقراطي وأم بوسنية. تلقى تعليمه الثانوي في مدرسة حيدر باشا. بدأ دراسة القانون في الجامعة ، لكنه تركها وانتقل إلى دراسة موضوعات مختلفة مثل اللغة والفلسفة وعلم النفس وتاريخ الفن ، دون أن يحصل على شهادة في أي منها.  انضم إلى شركة IETT للنقل العام في عام 1954 كموظف.

## التعليم
تعلم في جامعة اسطنبول.

## جوائز
حصل على جوائز منها:
- جائزة البرتقالة الذهبية لإنجاز العمر  [لغات أخرى]‏.

## وصلات خارجية
- تونجيل كورتيز على موقع IMDb (الإنجليزية)
- تونجيل كورتيز على موقع قاعدة بيانات الأفلام العربية
- تونجيل كورتيز على موقع ألو سيني (الفرنسية)
- تونجيل كورتيز على موقع أول موفي (الإنجليزية)
- تونجيل كورتيز على موقع قاعدة بيانات الأفلام السويدية (السويدية)
- تونجيل كورتيز على موقع قاعدة بيانات الفيلم (الإنجليزية)
- تونجيل كورتيز على موقع كينوبويسك (الروسية)